# 4827 Dares
4827 Dares је Јупитеров тројански астероид чија средња удаљеност од Сунца износи 5,120 астрономских јединица (АЈ).
Апсолутна магнитуда астероида је 10,1.